# 北花市大街
39°53′51″N 116°25′16″E / 39.89760°N 116.42122°E
北花市大街，是北京市东城区东南部的一条南北向大街。

## 简介
2002年9月4日，祈年大街工程以及北京市崇文区南北花市大街至幸福大街道路施工建设工程正式动工。其中后一工程包括幸福大街改造与南花市大街、北花市大街市政道路建设，该工程属北京市城区路网加密工程的重要组成部分。北花市大街是新建而成，南起南花市大街北口，北到崇文门东大街。2002年11月9日，南花市大街、北花市大街正式建成通车，这缓解了崇文区南北交通压力，促进了北京城南路网合理化。南花市大街、北花市大街北起崇文门东大街，南到广渠门内大街，全长780米，路宽40米，是两上两下城市次干道。道路两侧步道宽8米，全部铺设“防滑透气环保砖”，这在北京市道路建设中属于首次。